# Ghilarovizetes obtusus
Ghilarovizetes obtusus är en kvalsterart som beskrevs av Shaldybina 1969. Ghilarovizetes obtusus ingår i släktet Ghilarovizetes och familjen Ceratozetidae. Inga underarter finns listade i Catalogue of Life.